# CR121 (Luxemburg)
De CR121 (Chemin Repris 121) is een verkeersroute in Luxemburg tussen Junglinster (N11 E29) en Grundhof (N10). De route heeft een lengte van ongeveer 16 kilometer.

## Routeverloop
De route begint aan de oostkant van Junglinster bij de toerit naar de N11 E29 welke in 2016 gereed kwam. Direct hierna volgt een rotonde welke op de plek ligt waar het oude kruispunt tussen de N11 E29 en de CR121 was. De N11 E29 gaat nu om Junglinster heen en de CR121a is het nieuwe wegnummer voor de oude route van de N11 E29 door Junglinster. De CR121 gaat vervolgens naar het noorden door open velden naar de N14 in Blumenthal toe. Vanaf hier zal de rest van de CR121 door bosgebied gaan met naast de weg diverse beekjes en steile rotswanden, waarbij de weg meerdere keren licht zal stijgen en dalen. Tussen Blumenthal en Reuland volgt de route de N14, hierna gaat het zelfstandig verder richting het noorden. In Grundhof sluit de route aan op de N10 bij de rivier de Sûre.

## Plaatsen langs de CR121
- Junglinster
- Blumenthal
- Mullerthal
- Grundhof

## CR121a
De CR121a is de voormalige route van de N11 E29 door Junglinster heen. De ongeveer 3 kilometer lange route verbindt zowel aan de noordoostzijde als aan de zuidzijde de N11 E29 met Junglinster. Aan de noordoostzijde heeft de route tevens direct aansluiting op de CR121 en midden in het dorp een aansluiting met de CR129.
Doordat de N11 E29 een doorgaande weg is tussen Luxemburg-stad en de Duitse grens bij Echternach met vrij veel verkeer werd een weg om de plaats Junglinster heen aangelegd voor het doorgaande verkeer. Deze omlegging kreeg het wegnummer N11 E29, terwijl de oude route door Junglinster heen omgenummerd werd naar CR121a.
CR101 ·
CR102 ·
CR103 ·
CR104 ·
CR105 ·
CR106 ·
CR107 ·
CR108 ·
CR109 ·
CR110 ·
CR111 ·
CR112 ·
CR113 ·
CR114 ·
CR115 ·
CR116 ·
CR117 ·
CR118 ·
CR119 ·
CR120 ·
CR121 ·
CR122 ·
CR123 ·
CR124 ·
CR125 ·
CR126 ·
CR127 ·
CR128 ·
CR129 ·
CR130 ·
CR131 ·
CR132 ·
CR133 ·
CR134 ·
CR135 ·
CR136 ·
CR137 ·
CR138 ·
CR139 ·
CR140 ·
CR141 ·
CR142 ·
CR143 ·
CR144 ·
CR145 ·
CR146 ·
CR147 ·
CR148 ·
CR149 ·
CR150 ·
CR151 ·
CR152 ·
CR153 ·
CR154 ·
CR155 ·
CR156 ·
CR157 ·
CR158 ·
CR159 ·
CR160 ·
CR161 ·
CR162 ·
CR163 ·
CR164 ·
CR165 ·
CR166 ·
CR167 ·
CR168 ·
CR169 ·
CR170 ·
CR171 ·
CR172 ·
CR173 ·
CR174 ·
CR175 ·
CR176 ·
CR177 ·
CR178 ·
CR179 ·
CR180 ·
CR181 ·
CR182 ·
CR183 ·
CR184 ·
CR185 ·
CR186 ·
CR187 ·
CR188 ·
CR189 ·
CR190
CR200 ·
CR201 ·
CR202 ·
CR203 ·
CR204 ·
CR205 ·
CR206 ·
CR207 ·
CR208 ·
CR210 ·
CR211 ·
CR212 ·
CR213 ·
CR215 ·
CR216 ·
CR217 ·
CR218 ·
CR219 ·
CR220 ·
CR221 ·
CR222 ·
CR223 ·
CR224 ·
CR225 ·
CR226 ·
CR227 ·
CR228 ·
CR229 ·
CR230 ·
CR231 ·
CR232 ·
CR233 ·
CR234
CR301 ·
CR302 ·
CR303 ·
CR304 ·
CR305 ·
CR306 ·
CR307 ·
CR308 ·
CR309 ·
CR310 ·
CR311 ·
CR312 ·
CR313 ·
CR314 ·
CR315 ·
CR316 ·
CR317 ·
CR318 ·
CR319 ·
CR320 ·
CR321 ·
CR322 ·
CR323 ·
CR324 ·
CR325 ·
CR326 ·
CR327 ·
CR328 ·
CR329 ·
CR330 ·
CR331 ·
CR332 ·
CR333 ·
CR334 ·
CR335 ·
CR336 ·
CR337 ·
CR338 ·
CR339 ·
CR340 ·
CR341 ·
CR342 ·
CR343 ·
CR344 ·
CR345 ·
CR346 ·
CR347 ·
CR348 ·
CR349 ·
CR350 ·
CR351 ·
CR352 ·
CR353 ·
CR354 ·
CR355 ·
CR356 ·
CR357 ·
CR358 ·
CR359 ·
CR360 ·
CR361 ·
CR362 ·
CR364 ·
CR365 ·
CR366 ·
CR367 ·
CR368 ·
CR369 ·
CR370 ·
CR371 ·
CR372 ·
CR373 ·
CR374 ·
CR375 ·
CR376 ·
CR377 ·
CR378 ·
CR379
Routes die cursief vermeld staan, zijn voormalige routes.